# Эра Диоклетиана

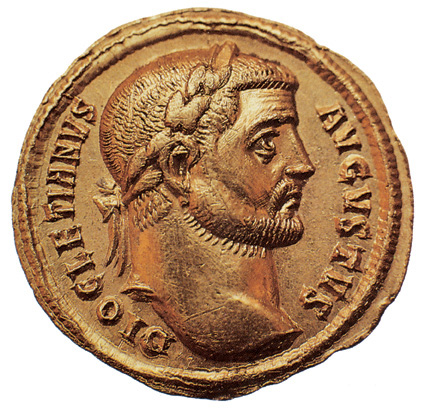
Монета с изображением профиля римского императора Диоклетиана

В Римской империи некоторое время летосчисление велось от начала правления императора Диоклетиана — от 29 августа 284 года н. э. (лат. Anno Diocletiani).
В действительности начало эры Диоклетиана предшествует его восшествию на престол. Диоклетиан был провозглашен императором 20 ноября 284 года. Календарный же год начинался в Египте 29 августа (см. Коптский календарь). Таким образом, второй год правления Диоклетиана начался 29 августа 285 года, и поэтому годы его правления стали отсчитываться в Египте от 29 августа 284 года.
Летосчисление по эре Диоклетиана — жестокого гонителя христиан — сохранялось долгое время и после того, как сам Диоклетиан в 305 году отказался от престола. Оно использовалось не только астрологами при составлении гороскопов, но и александрийскими епископами при расчётах дат празднования христианской Пасхи. Позднее эта эра стала называться эрой «мучеников» (лат. Anno martyrum, или AM), которая до сих пор применяется христианами-монофизитами в Египте, Ливии, Судане, Эритреи, Эфиопии и Южном Судане.